# El Cebollal
El Cebollal är en ort i Mexiko.   Den ligger i kommunen San Andrés Tuxtla och delstaten Veracruz, i den sydöstra delen av landet, 400 km öster om huvudstaden Mexico City. El Cebollal ligger 390 meter över havet och antalet invånare är 128.
Terrängen runt El Cebollal är lite bergig. Runt El Cebollal är det ganska tätbefolkat, med 120 invånare per kvadratkilometer. Närmaste större samhälle är San Andres Tuxtla, 1,9 km sydväst om El Cebollal. Omgivningarna runt El Cebollal är en mosaik av jordbruksmark och naturlig växtlighet.